# Tyran à casque d'or
Myiodynastes chrysocephalus
Espèce
Statut de conservation UICN

 LC  : Préoccupation mineure
Le Tyran à casque d'or (Myiodynastes chrysocephalus) est une espèce de passereau de la famille des Tyrannidae.
On le trouve en Argentine, Bolivie, Colombie, Équateur, Mexique, Panama, Pérou et Venezuela

## Sous-espèces
D'après Alan P. Peterson, il existe trois sous-espèces :
- Myiodynastes chrysocephalus chrysocephalus  (Tschudi, 1844)
- Myiodynastes chrysocephalus cinerascens  Todd, 1912
- Myiodynastes chrysocephalus minor  Taczanowski & Berlepsch, 1885